# Agonita andrewesi
Agonita andrewesi es un coleóptero de la familia Chrysomelidae.
Fue descrita científicamente por primera vez en 1897 por Julius Weise.